# Assassin’s Creed: The Fall
Assassin’s Creed: The Fall (рус. Кредо ассасина: Падение / Грехопадение / Упадок
) — американский комикс, состоящий из 3 выпусков. Как и в игре, сюжет комикса разворачивается одновременно и в прошлом, и в настоящем, только действия в «нашем времени» происходят не в 2012-м, а в 1998-м году. Главными действующими лицами являются не потомок благородных ассасинов Дезмонд Майлс, а мелкий преступник, алкоголик и наркоман Дэниэл Кросс и его прадед — русский ассасин конца XIX века Николай Орлов.
Комиксы созданы и написаны Кэмероном Стюартом и Карлом Кершлом. Первоначально комикс должен был продолжить приключения Эцио Аудиторе, но от этой идеи отказались, для обеспечения большей свободы мысли писателей. Однако, история по-прежнему рассказывает про вражду между ассасинами и тамплиерами, по сюжету комикса, связанными с народовольцами.
Комикс был выпущен 10 ноября 2010 года, за несколько дней до официальных продаж Assassin's Creed: Brotherhood.

## Сюжет
Первый выпуск комикса рассказывает о том, как ассассин Николай Орлов борется с тамплиерами в надежде заполучить «частицу Эдема», и завершается битвой между ним и царём Александром III на крыше быстродвижущегося императорского поезда у станции Борки.
Второй выпуск также рассказывает о Николае, о том как он готовит нападение на исследовательские станции тамплиеров в Сибири. Его действия в конечном итоге приводят к Тунгусской катастрофе, когда Никола Тесла уничтожает на Тунгуске лабораторию тамплиеров, к которым принадлежит его заклятый враг Томас Эдисон. Между тем в «наше» время Дэниэл Кросс пытается найти ответы о своём прошлом и узнать более подробно о современных ассасинах.
Заключительный 3-й выпуск повествует о революции 1917 года, когда большевики взяли власть в России. К Орлову, чьим близким другом был казнённый ассасин Александр Ульянов, обращается брат последнего Владимир Ленин, прося покончить с Николаем II. А Кросс убивает главу ордена ассасинов и в результате оказывает влияние на весь орден.